# Балх (река)
Балх или Балхаб (в верховье Банди-Амир перс. دریای بلخاب‎) — река в Афганистане. Длина — 471 км. Площадь водосбора — 19200 км². Средневзвешенная высота водосбора — 2230 м. Средний расход воды — 54,3 м³/с.

## Гидрография
Берёт начало в центральной части Афганистана на склонах хребта Баба (система Гиндукуша). Неподалёку от места где формируется исток, образует озёра, носящее то же название, что и река. Вода из озёр расположенные цепочкой, низвергается водопадом. Долина реки до поворота на северо-восток у села Дахани-Кашан обжита и хорошо орошена. Склоны гор в этой части поросший редким лесом и кустарником. Ниже по течению до выхода реки из гор в районе села Миркасим, долина реки большей частью узкая, так как ограничена высокими и крутыми склонами гор. Растительность в этом месте отсутствует. Небольшие расширения долины реки, где расположены сёла, встречаются редко. Выше села Буйнакары долина на протяжении 25 км имеет ширину от 2 до 4 км. Протекать по узкой долине вновь, река начинает после села Кафнандара, и в 12 км от выхода реки из гор долина переходит в ущелье. Местами глубоко врезанное русло реки имеет ширину 4—6 м. Долина постепенно расширяется ниже ущелья, где река протекает в заглубленном русле. Острова в русле реки встречаются крайне редко. У села Миркасим после выхода из гор река разбирается на орошение. Основное русло реки проходит недалеко от города Акча направляясь на северо-запад и под названием Афгандарьи теряется в песках не доходя до Амударьи. Площадь орошаемых земельных угодий в бассейне Балх достигает 45000 га.

## Питание
Тип питания реки Балх — снего-ледниковое. Средневзвешенная высота водосбора реки 2390—2230 м, из них 24—25,8 % составляют высоты более 3000 м, что вдвое меньше чем в водосборе реки Кокча и на 30—40 % меньше в водосборе реки Кундуз. По средней высоте водосбора Балх сравним с рекой Ханака.Балх отличается высокой внутригодовой зарегулированностью стока, хоть и уступает реке Мургаб в створе у г Тахтабазар и более существенно у села Сеин-Али. Коэффициент внутригодовой неравномерности стока — 0,23, а среднемесячные объёмы стока не падают ниже 5—6 % от годового.
Половодье реки выражено отчётливо. Начинается с апреля и заканчивается в июле—августе. Наибольшие расходы зависят от высоты водосбора и чаще всего наблюдаются в мае, исключением явился 1965 год, когда месяц с наибольшим расходом стал июль. Малые колебания расходов наблюдаются в период с августа по январь. Превышающие максимальные расходы в основном формируются за счёт талых вод в купе с дождевыми пиками начинающими в феврале
Формирование очень максимальных расходов на реке Балх наблюдаются, когда наиболее интенсивное снеговое питание совпадает с периодом наиболее интенсивных дождей. Максимальное значение расхода сформированного в основном за счёт талых вод составило 154 м³/с (20 мая 1964). Максимальное значение расхода сформированного в основном за счёт дождей составило 700 м³/с. Минимальные расходы наблюдаются перед половодьем или сразу после него.

## Сток взвешенных наносов
Средняя мутность воды реки Балх равняется 2,21 кг/м³, то есть сопоставимо с рекой Кокча. Средний расход взвешенных наносов — 118 кг/с, годовой сток 3,7 млн т. Вынос взвешенных наносов с 1 км² водосбора реки равен 198 т (периоды наблюдения апрель 1964 г., май 1965 г.).